# Classe ATC P02
La classe ATC P02, dénommée « Anthelminthiques », est un sous-groupe thérapeutique de la classification anatomique, thérapeutique et chimique, développée par l'OMS pour classer les médicaments et autres produits médicaux. La classe ATC vétérinaire correspondante dans la classification ATCvet est QP52. Le sous-groupe présenté ici est celui établi par l'OMS, et peut donc différer des versions dérivées utilisées dans certains pays. Il fait partie du groupe anatomique P de la classification, intitulé « Antiparasitaires, insecticides et répulsifs ».

## P02B Antitrématodes

### P02BA Dérivés de la quinoléïne et apparentés
P02BA01 Praziquantel
P02BA02 Oxamniquine

### P02BB Organophosphorés
P02BB01 Métrifonate

### P02BX Autres antitrématodes
P02BX01 Bithionol (en)
P02BX02 Niridazole (en)
P02BX03 Stibophène (en)
P02BX04 Triclabendazole

## P02C Antinématodes

### P02CA Dérivés du benzimidazole
P02CA01 Mébendazole
P02CA02 Tiabendazole
P02CA03 Albendazole
P02CA04 Ciclobendazole (en)
P02CA05 Flubendazole
P02CA06 Fenbendazole
P02CA51 Mébendazole, associations

### P02CB Pipérazine et dérivés
P02CB01 Pipérazine
P02CB02 Diéthylcarbamazine

### P02CC Dérivés de la tétrahydropyrimidine
P02CC01 Pyrantel
P02CC02 Oxantel

### P02CE Dérivés de l'imidazothiazole
P02CE01 Lévamisole

### P02CF Avermectines
P02CF01 Ivermectine

### P02CX Autres antinématodes
P02CX01 Pyrvinium (en)
P02CX02 Béphénium (en)

## P02D Anticestodes

### P02DA Dérivés de l'acide salicylique
P02DA01 Niclosamide

### P02DX Autres anticestodes
P02DX01 Désaspidine (en)
P02DX02 Dichlorophène